# Mauriciu Brociner
Mauriciu Brociner (n. 1854, Iași, Moldova – d. 18 iulie 1946, București, România) a fost un militar (colonel) și diplomat, erou al Războiului de Independență al României, primul ofițer evreu din armata română.

## Biografie
Mauriciu era unul dintre cei patru fii - împreună cu Marcu, Iosif și Andrei - ai lui Idel Ber Brociner, evreu-român cu educație modernă, urmaș al rabinul Avraham David Brander, cunoscut ca „Rabinul din Buczacz”, în Galiția.
După ce a urmat studii de comerț la Viena, Mauriciu Brociner s-a întors în România și s-a înrolat ca voluntar în Armata Română, în miliții, în 1874. A fost unul din cei o mie de voluntari evrei români care au luptat în Războiul de independență (1877-1878). La 30 august 1877, în luptele care au dus la cucerirea celor două redute la Grivița, după căderea căpitanului Valter Mărăcineanu sergentul Mauriciu Brociner a preluat comanda batalionului și a înfipt steagul român pe redute drept la care a fost avansat la gradul de sublocotenent fiind primul evreu român care a primit grad de ofițer în timpul războiului, la 15 iulie 1877. După război, în anul 1879, prin decretul regal 255, 883 evrei români care au luptat în război (inclusiv Brociner) au primit cetățenia română, care până atunci nu se acorda necreștinilor.
Eliberat din serviciul militar activ în 1879, Mauriciu Brociner a lucrat ca impiegat de cancelarie la oficiul vamal din Galați și funcționar la Ministerul de Război. În anul 1882, Mauriciu Brociner a intrat în serviciul Curții Regale, devenind director al Mareșalatului Palatului Regal și secretarul Reginei Elisabeta. În anii 1916-1918, când Bucureștiul a fost sub ocupație germană, a îndeplinit rolul de administrator al proprietăților regale rămase sub ocupație. În urma unui conflict cu Alexandru Tzigara-Samurcaș, care fusese numit reprezentant al Curții Regale în teritoriul ocupat, a fost concediat de la Palatul Regal și pensionat forțat în 1920.
În 1921 a fost numit consul onorific al României la Frankfurt.
La 15 februarie 1946, din inițiativa Uniunii Evreilor Români, prezidată de Wilhelm Filderman, a fost organizată o festivitate în onoarea sa la Fundația Dalles.
În 2024, Banca Națională a României a lansat o monedă de argint la 145 de ani de la acordarea cetățeniei române lui Mauriciu Brociner. Portretul și numele său precum și anul în care a primit cetățenia română, 1879, apar pe reversul acestei monede.

## Ordine și medalii
Mauriciu Brociner a fost decorat cu Ordinul „Steaua României” în grad de Cavaler, Medalia „Virtutea Militară” clasa I și cu ordinul rusesc Ordinul „Sfântul Stanislav”⁠(en)[traduceți] cu spade.